# Varzi
Varzi est une commune italienne de la province de Pavie, dans la région Lombardie.

## Administration
| Période                                  | Période | Identité | Étiquette | Qualité |
| ---------------------------------------- | ------- | -------- | --------- | ------- |
|                                          |         |          |           |         |
| Les données manquantes sont à compléter. |         |          |           |         |

### Hameaux
Bognassi, Bosmenso, Casa Bertella, Castellaro, Cella, Monteforte, Nivione, Pietragavina, Rosara, Sagliano, Santa Cristina, Fego.

### Communes limitrophes
Bagnaria, Fabbrica Curone, Gremiasco, Menconico, Ponte Nizza, Romagnese, Santa Margherita di Staffora, Val di Nizza, Valverde, Zavattarello.